# Canthigaster epilampra
Canthigaster epilampra е вид лъчеперка от семейство Tetraodontidae. Видът не е застрашен от изчезване.

## Разпространение и местообитание
Разпространен е в Австралия, Американска Самоа, Вануату, Гуам, Индонезия, Кирибати, Малайзия, Маршалови острови, Микронезия, Науру, Ниуе, Нова Каледония, Остров Рождество, Острови Кук, Палау, Папуа Нова Гвинея, Провинции в КНР, Самоа, САЩ (Хавайски острови), Северни Мариански острови, Соломонови острови, Острови Спратли, Тайван, Тонга, Тувалу, Уолис и Футуна, Фиджи, Филипини и Япония.
Обитава океани, морета и рифове. Среща се на дълбочина от 1 до 106,7 m, при температура на водата от 23,7 до 25,3 °C и соленост 35,1 – 35,4 ‰.

## Описание
На дължина достигат до 12 cm.